# AVH Grupp
Die AVH Grupp ist eine estnische Holdinggesellschaft mit Sitz in Tallinn mit Schwerpunkt der Geschäftstätigkeit im Energiebereich.
Das Unternehmen wurde als Kadaka Varahalduse AS gegründet und später in Alexela Varahalduse AS umbenannt. AVH trat bis 2022 auch als Alexela Group auf. Anfang 2023 wurde die Gruppe mit Blick auf einen späteren Börsengang umstrukturiert.
Die AVH Grupp vereint drei Hauptbereiche: Alexela befasst sich mit Energie, Bestnet ist in der Metallindustrie tätig und B2G Grupp konzentriert sich auf Ölschieferchemie.

## Alexela

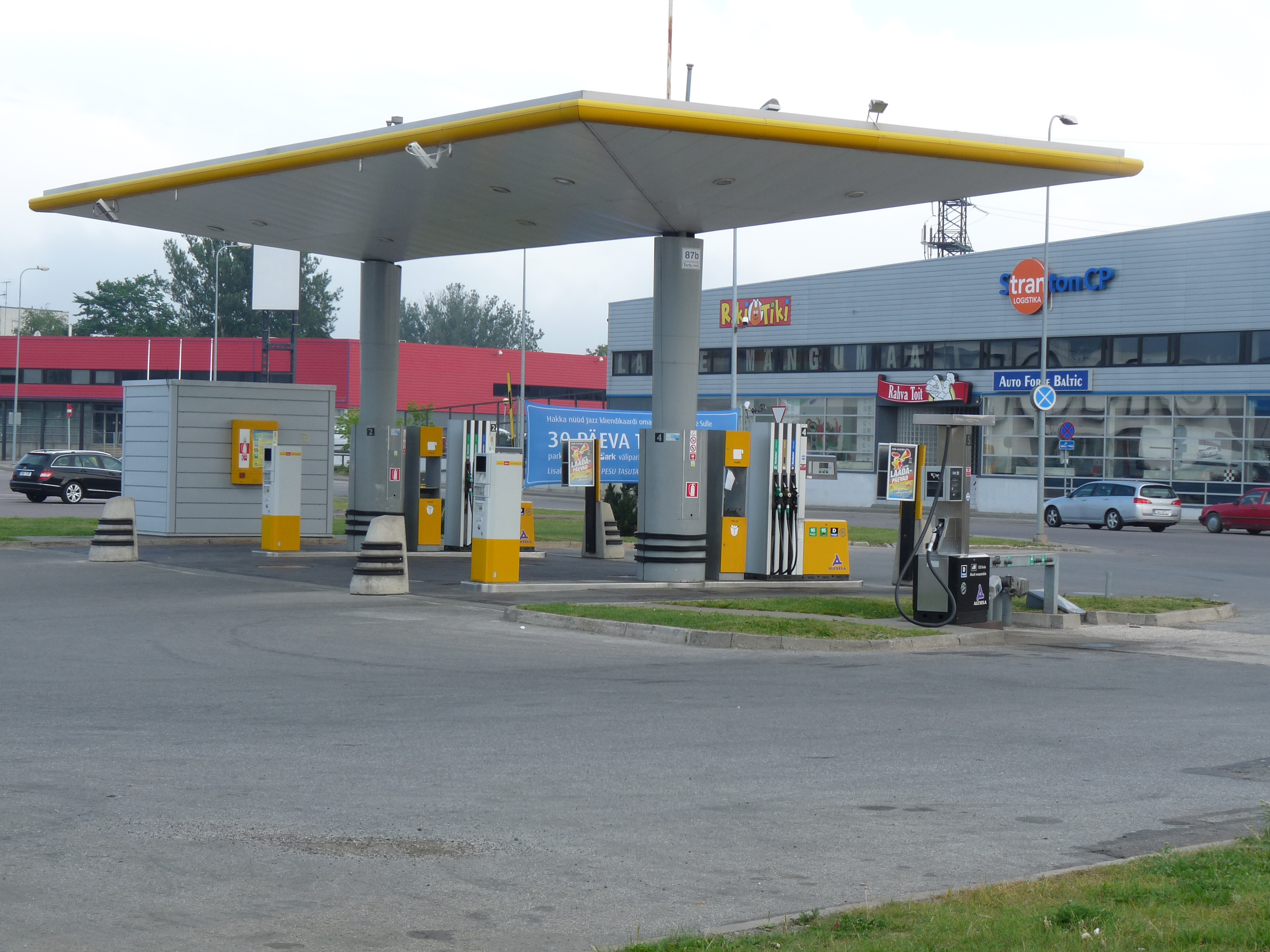
Alexela Tankstelle in Tallinn

Die AS Alexela betreibt neben ca. 100 Tankstellen auch Convenience Shops. Dort arbeiteten 2020 200 der 277 Mitarbeiter. Außerdem ist Alexa aktiv bei Elektromobilität, Strom- und Gashandel. Der Umsatz liegt bei 250 Millionen Euro (2020).
Insgesamt arbeiten im Energiebereich 439 Mitarbeiter (2022).

## Bestnet
Die Bestnet AS stellt seit 30 Jahren Fahrzeuganhänger her. Inzwischen bietet Bestnet auch Lohnbearbeitung für die Metallindustrie an.

## B2G

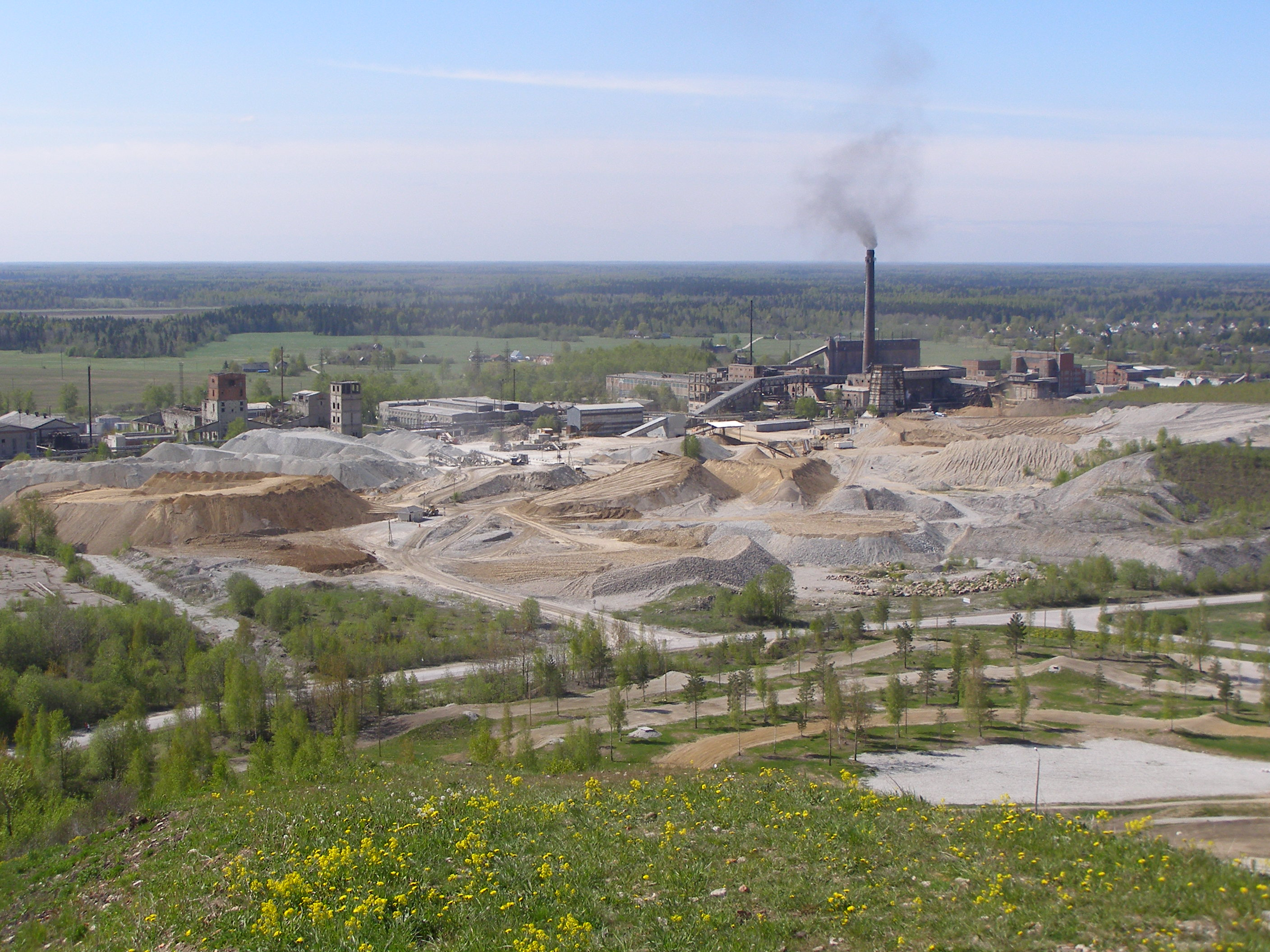
Blick auf Kiviõli Keemiatööstus

Das größte Unternehmen der B2G Grupp OÜ ist das Chemieunternehmen Kiviõli Keemiatööstus OÜ mit 100-jähriger Erfahrung bei Ölschiefer. Das Unternehmen Kiviõli sitzt in der gleichnamigen Stadt.